# William Henry Lynn
Pour les articles homonymes, voir William Lynn et Lynn.
William Henry Lynn, né le 27 décembre 1829 près de Downpatrick et mort le 12 septembre 1915 à Belfast, est un architecte irlandais.

## Biographie
En 1846, il rejoint les rangs de l'architecte Charles Lanyon à Belfast. Sous sa gouverne, il prépare des croquis pour le bâtiment d'origine abritant l'Université Queen's de Belfast. Lui et Charles Lanyon s'associe en 1854. Le fils de Charles, John, s'adjoint au duo en 1860 pour former la firme Lanyon, Lynn and Lanyon. Le groupe est dissout en 1872 lorsque Lynn devient indépendant.
In 1874, Lynn est invité à visiter la ville de Québec par Lord Dufferin, gouverneur général du Canada. Il lui demande de préparer des plans pour la construction d'une nouvelle résidence vice-régal, projet qui n'ira finalement pas de l'avant. Il dessinera toutefois les plans des nouvelles portes de la ville.
En 1885, il est élu président de la Royal Irish Architectural Institute.

## Réalisations

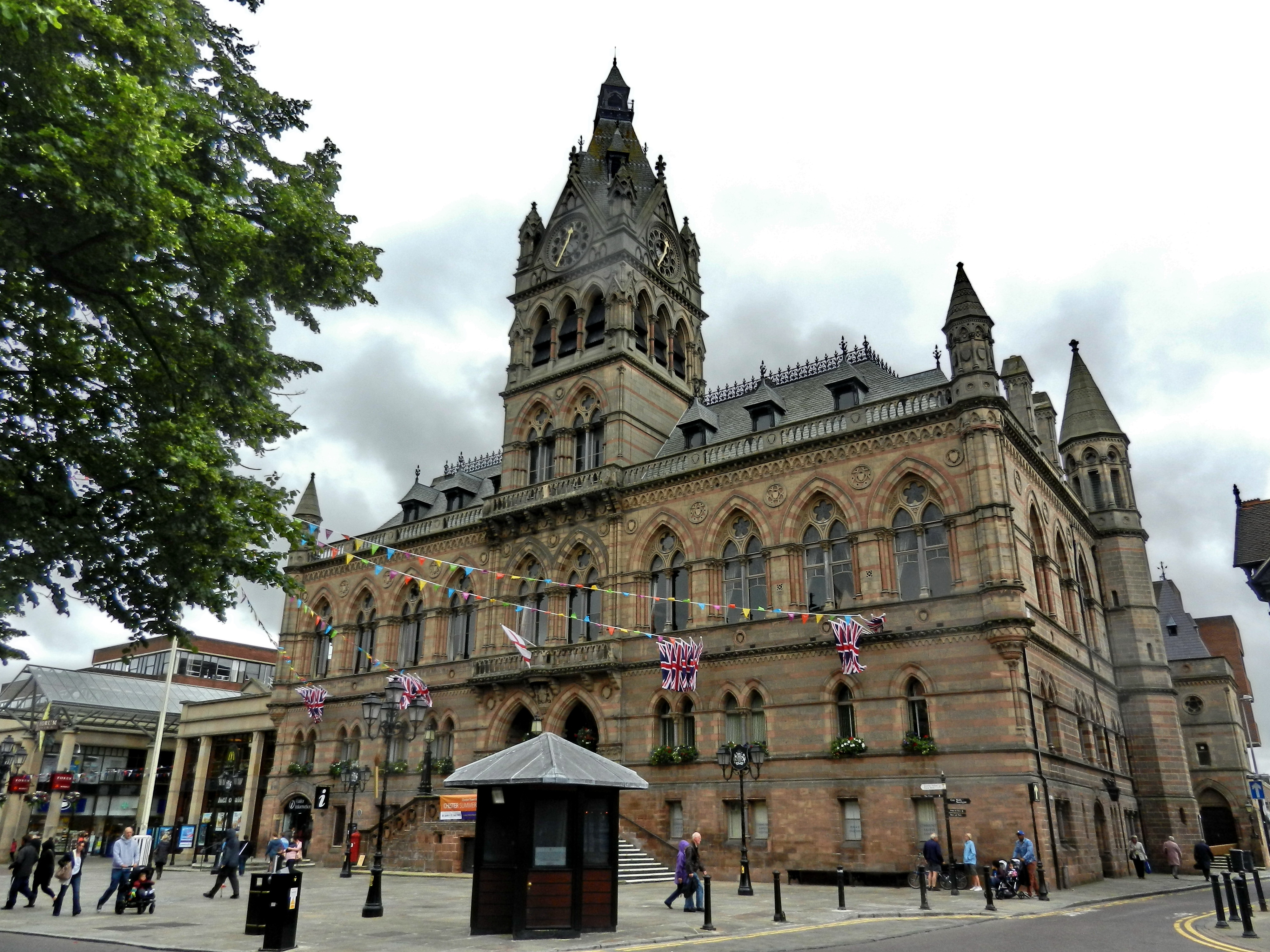
Hôtel de ville de Chester
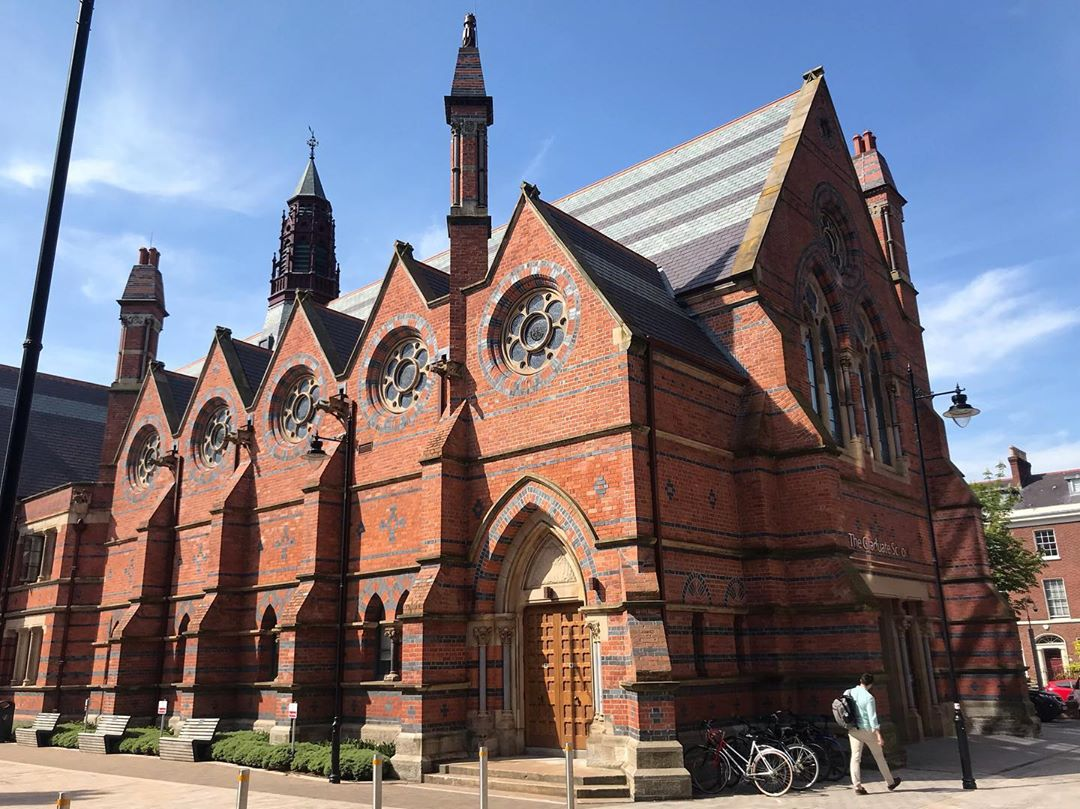
Bâtiment Lynn de l'Université Queen's de Belfast
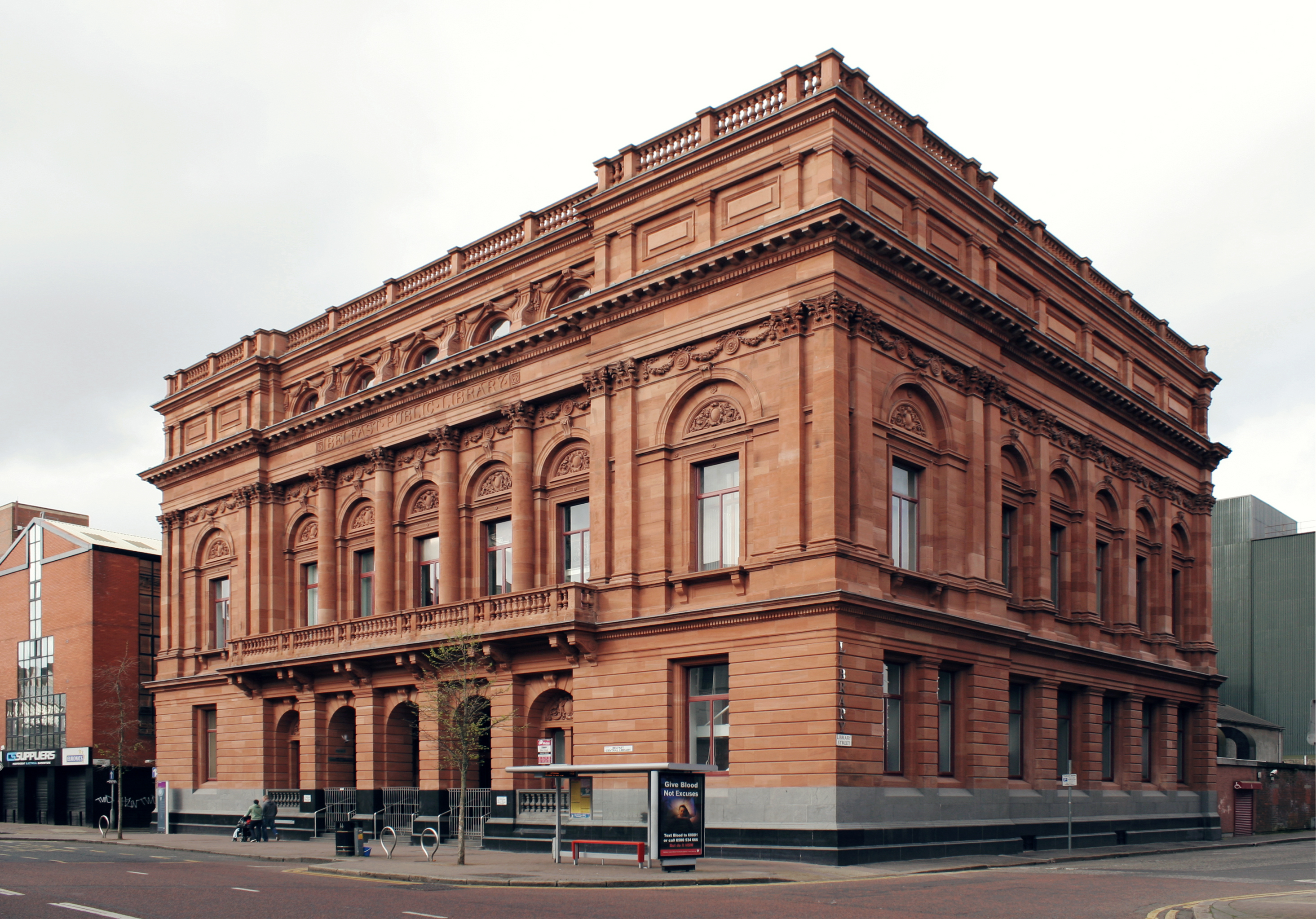
Bibliothèque centrale de Belfast
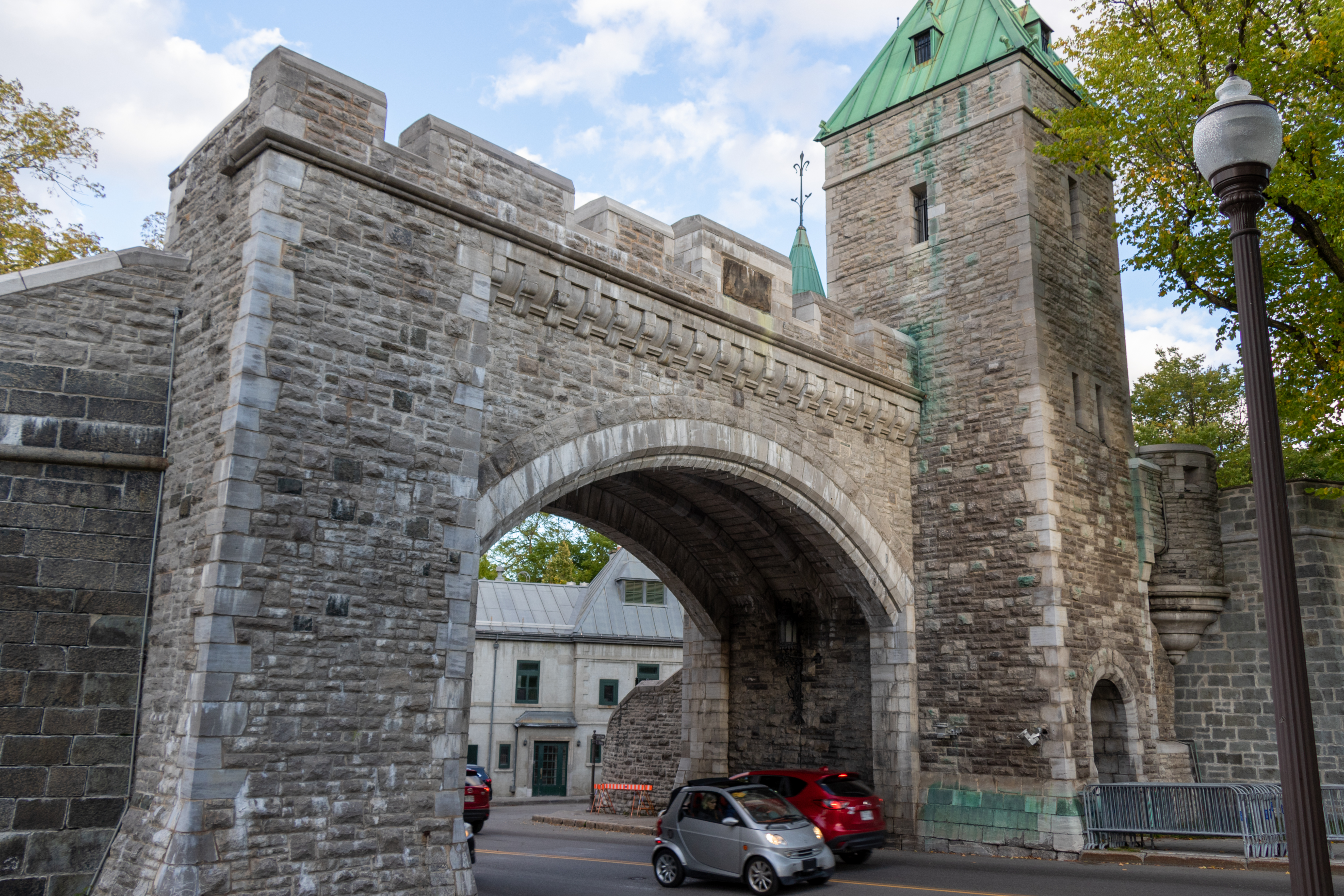
Porte Saint-Louis

## Honneurs
- 1911 : Médaille d'or de la Royal Irish Architectural Institute